# Каљаја (Тенеш До)
Каљаја је археолошки локалитет који се налази у месту Тенеш До, на брду Каљаја (општина Приштина). На налазишту су откривени остаци тврђаве и зидови грађевина. Отркивени су и остаци опеке. Претпоставља се да је насеље горело по траговима на падини Каљаје. Од покретног материјала откривени су фрагменти керамике. Према откривеној гомили шљаке закључено је да се овде прерађивала руда.